# Contratto a efficacia obbligatoria
Il contratto a efficacia obbligatoria, o contratto ad effetti obbligatori, è un contratto che come effetto giuridico crea rapporti di obbligazione, a prescindere da eventuali ulteriori effetti reali che possano determinarsi in base ad esso come la costituzione o spostamento di un diritto assoluto reale su un bene.

## Nel mondo

### Italia
Nell'ordinamento giuridico italiano, in base all'articolo 1173 del codice civile il contratto è fonte di obbligazioni; stando a tale norma, quindi, tutti i contratti hanno un'efficacia obbligatoria di base, cui può aggiungersi un'efficacia reale se sono integrati i requisiti di cui all'art. 1376 c.c..
Nell'ambito dei contratti ad effetti obbligatori e reali ad un tempo, particolare importanza rivestono le vendite ad effetti obbligatori: la vendita di cosa futura, la vendita di cosa altrui, la vendita di cosa generica, la vendita alternativa.